# Clupeichthys
Clupeichthys és un gènere de peixos pertanyent a la família dels clupeids.

## Taxonomia
- Clupeichthys aesarnensis (Wongratana, 1983)[2]
- Clupeichthys bleekeri (Hardenberg, 1936)[3]
- Clupeichthys goniognathus (Bleeker, 1855)[4]
- Clupeichthys perakensis (Herre, 1936)[5][6][7][8][9][10][11]